# 효도 마코
효도 마코(일본어: 兵藤 まこ, 1962년 9월 7일 ~ )는 일본의 성우. 도쿄도 출신. 81프로듀스 소속.